# Концентратор USB
Концентратор USB се нарича устройство, което разширява единичен порт USB до няколко порта от същия тип, така че се осигурява възможност за включване на повече от едно устройство USB към дадения порт. Този вид устройства са способни да увеличат капацитета на еденичен порт USB до 127 включени устройства.
Могат да бъдат захранвани както от компютъра, така и от самостоятелен външен източник на електрическа енергия.